# Mehmet II
Mehmet II, även känd som Muhammed II, Mehmed II, Fatih Sultan Mehmet, Mehmet Erövraren eller Muhammed Erövraren, född 30 mars 1432 i Edirne, död 3 maj 1481 i Gebze, Turkiet, var osmanska rikets sultan 1444–1446 samt 1451–1481.
Mehmet II var den osmanska sultan som år 1453 slutligen lyckades erövra Konstantinopel, vilket innebar slutet för det Bysantinska riket: en händelse som i västerländsk historieskrivning ofta markerar medeltidens slut och början för renässansen och tidigmodern tid.

## Biografi
Mehmed II föddes den 30 mars 1432 i Edirne enligt den islamiska kalendern, den 27:e dagen i månaden Receb. Han var den fjärde sonen till Murad II. Det är osäkert om han verkligen blev guvernör i Amasya vid sex års ålder, men det är känt att han tillsammans med två lalas (rådgivare), Kassabzâde Mahmud och Nişancı İbrâhim ibn Abdullah beg, skickades till Manisa som guvernör på våren 1443. Senare samma år blev Mehmed II tronarvinge efter att hans äldre bror, prins Alâeddin Ali Çelebi, som var guvernör i Amasya, avled. Murad II som funderade på att abdikera, lät hämta honom från Manisa på våren 1444. Mehmed var närvarande när ett fredsfördrag undertecknades i Edirne den 12 juni 1444 av Ungerns kung, Serbiens despot och János Hunyadi.
Efter att ha låtit sin son Mehmed ta över tronen som guvernör reste Murad II till Anatolien. Där undertecknade han och "Mehmed Bey" en sevgendnâme (fördrag) med Karamanoğlu i Yenişehir i juli. Efter det lät Murad II sin son Mehmed ta över tronen och själv drog han sig tillbaka till ett ensamt liv nära Bursa. Detta ledde till stora inrikes- och utrikesproblem eftersom Mehmed endast var tolv år gammal och oerfaren. Under Murad II:s tid i Balkanhalvön och Anatolien övergavs de områden som erövrats. År 1440 återlämnades hela det erövrade serbiska despotatet till dess tidigare ägare, Georg Branković.
Ett stort antal krigare i Ungern var emot freden som hade beslutats i Edirne och började förbereda sig för ett korståg. Västerländska kristna försökte genom Bysantinska riket att inkludera Karamanoğlu i en gemensam attack. 
Sultan Mehmed II stod inför en stor inre kris. Under sommaren ledde rivaliteten mellan paschor i huvudstaden, invånarnas rädsla och flykt till Anatolien, protester, det blodiga Hurûfî-upproret den 22 september 1444 och en stor brand som förstörde staden till huvudsakliga scener av denna kris. 
Den unga sultanen Mehmed II kunde inte kontrollera situationen. Murad II hade överlämnat makten till storvesiren Chandarlı Halil Pascha, men andra statsmän, särskilt Rumeli bejlerbej vesir Şehabeddin Şahin, Mehmed II:s lala Nişancı İbrahim pascha och Zağanos Pascha (alla av slaviskt ursprung), hade samlats runt Mehmed II och försökte ta makten från Halil pascha i hans namn.
Under sommaren hade den osmanska prinsen Orhan Çelebi, som hölls fången i det bysantinska riket, försökt ta tronen från Mehmed. Han hade rest från Konstantinopel till Incegiz, men flyttade till Dobrudzja när han inte kunde hitta några anhängare. Till slut återvände han till Konstantinopel utan att kunna göra något, efter att ha jagats av Shahab ad-Din Pascha. 
Mellan 18 och 22 september korsade korstågsarmén floden Donau. Den största hjälpstyrkan var ungerska soldater som följde med dem. En korsfararflotta hade blockerat sunden för att hindra styrkor från Anatolien att passera, men flottan hade ingen inverkan på korsfararnas framryckning.
Chandarli Halil pascha och hans anhängare ansåg att det inte fanns något annat alternativ än att få Murad II tillbaka vid makten. Efter att Kassabzâde Mahmud Bey skickades till Bursa och insisterade, lämnade Murad II slutligen sitt tillbakadragna liv och återvände till Edirne. Shahab ad-Din Pascha och Zağanos Pascha ville att Mehmed II skulle ta befälet över armén och att hans far skulle lämnas i Edirne för skydd. Till slut möttes den osmanska armén, som styrdes av Murad II, och korsfararnas styrkor i slaget vid Varna, och korsfararna besegrades.
Chandarli Halil Pascha ansåg att Murad II, som återfick sin gamla prestige och verkliga makt efter segern i Varna, var den riktiga sultanen och motsatte sig att han skulle stanna i Edirne på grund av konkurrenterna. Murad II ville inte avsätta sin son Mehmed från tronen eftersom det kunde vara farligt för hans framtid.
Murad dog den 3 februari 1451, troligtvis på grund av blodförlust på hemväg till Edirne från ett fälttåg i Albanien. Händelsen hölls hemlig under en lång tid innan Mehmed åter besteg tronen den 18 februari. Murad begravdes i Bursa.
Mehmed fick reda på dödsbudet om Murad II genom ett brev som storvesiren Halil Pasha skickade till Manisa med en speciell budbärare. Enligt berättelsen hoppade han upp på sin häst och sa "Låt de som älskar mig följa mig!" och gav sig iväg mot huvudstaden. Mehmed besteg tronen igen den 19 februari 1451 i Edirne. Han behöll Çandarlı Halil pascha som storvesir, utnämnde Ishak pascha till Anadolu bejlerbej och skickade honom till Bursa för att delta i sin fars begravning.
Mehmed II:s främsta mål var att erövra Konstantinopel  och utropa det till rikets huvudstad istället för den dåvarande huvudstaden Edirne.
För att kunna erövra Konstantinopel behövde Mehmed ta kontroll över Bosporen och han lät därför uppföra fästningen Rumelihisari (”romerska fästningen”). Framför denna lät han bygga Anadoluhisari (”anatoliska fästningen”) och gjorde det därmed ytterst svårt för fartyg att passera Bosporen utan tillstånd. Den 1 september 1452 återvände han till Edirne där han lät påbörja tillverkningen av kanoner.
Det bysantinska riket började snart förstå att ett anfall var förestående och bad om hjälp från påve Nicolaus V. Påven ville dock endast ge hjälp på villkor att det ortodoxa Bysans konverterade till katolicismen. Under februari 1453 fördes kanonerna från Edirne till Konstantinopel, dit de anlände den 5 april. Dagen efter, den 6 april, inleddes anfallet.
För att hindra den osmanska flottan hade Bysans låtit hänga en stor kedja över sundet från Galata till Sarayburnu. Mehmet lät då bygga en slags väg på norra sidan av sundet gjort av hala stockar och rullade skeppen över land. Den 29 maj kapitulerade Bysans. Tiotusentals invånare som hade tagit skydd i Hagia Sofia förblev oskadade fick behålla sina tidigare rättigheter i staden.
Efter erövringen lät Mehmet II återuppbygga staden, men först fick trupperna plundra staden i en dag (inte de tre dagar som tradition tillät om en stad inte kapitulerade självmant). Han såg sig själv arvtagaren till det romerska imperiet och utnämnde sig till romersk kejsare (Kayser-i-Rüm). Med sin västra flank säkrad vände han sig därefter mot de turkiska stammar som försökte göra revolt och stammarna upplöstes.
1455 erövrades öarna Ainos och Lemnos. Han misslyckades dock inta Belgrad i belägringen år 1456, men lade 1459–60 under sig större delen av Serbien och Morea. I Asien tog Mehmet II 1461 Amasra, Sinope och Tapezunt, varefter han återvände till Balkan, där han annekterade delar av Valakiet och Bosnien 1463–64. 1466 underkuvades Karaman i Asien och 1473 den turkmenske hövdingen Uzun Hasan. Av stor betydelse blev att tatarerna på Krim underkastade sig Mehmet II 1475. Bland hans övriga erövringar fram till 1480 märks Kjuja och Skutari i Albanien. Mehmet försökte däremot förgäves inta Rhodos.
Mehmet II försökte även få kontroll över Medelhavet och vann slaget vid Otranto år 1480 men mötte därefter allt hårdare motstånd.
Mehmet II avled i staden Gebze år 1481. Under hans 28 år som sultan besegrade han två imperier, erövrade 14 stater och 200 städer och utökade osmanska rikets yta till 2 214 000 km².
Mehmet var inte bara en betydande krigare, utan även en stor riksbyggare. Hans namn är kopplat till den första lagsamlingen, kanun-name. Bland janitsjarerna lyckades Mehmet återinföra ordning. Han lät bygga flera moskéer i Konstantinopel, bland dem Fatihmoskén och moskén i Ejjub. Mehmet var vidare en stor vän av vetenskap och litteratur och hade till och med intresse för den italienska renässanskulturen.
Han var duktig i matematik och teologi och kunde tala sju språk flytande.

## Eftermäle
Fatih Sultan Mehmet-bron över Bosporen i Istanbul är namngiven efter honom.
Familj
Barn: 
- Sultan Bayezid II
- Djem Sultan
- Sjahzade Mustafa